# 2004年のソウル市バス運行体系改編

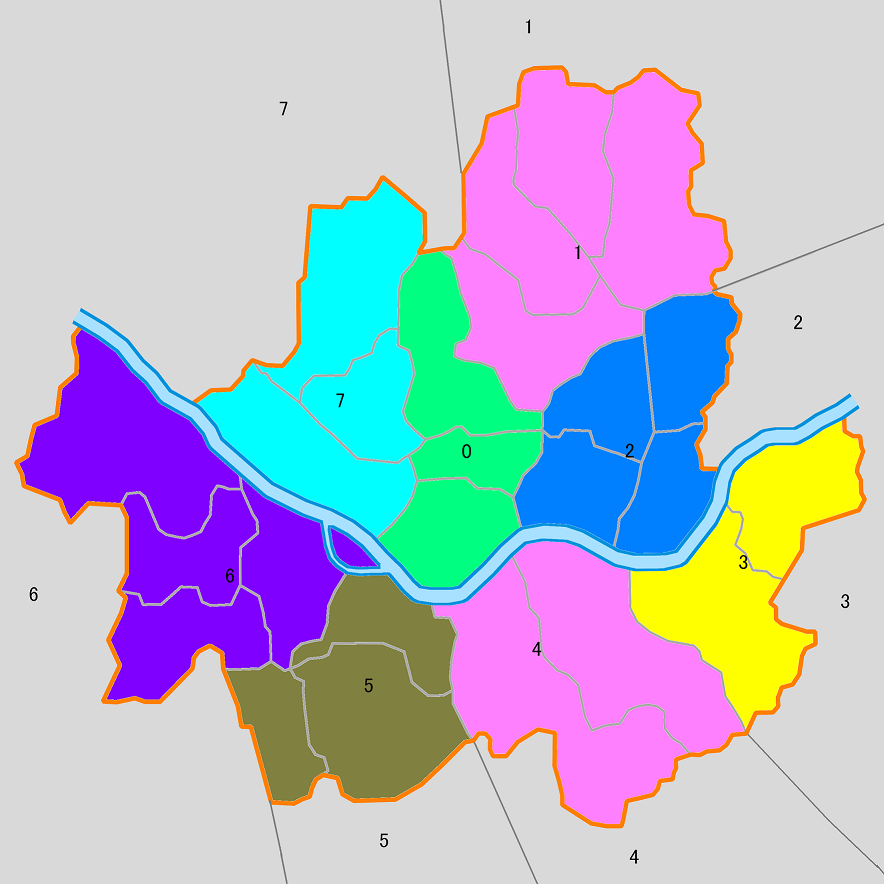
ソウル市内の地域区分・番号

2004年のソウル市バス運行体系改編（2004ねんのソウルしバスうんこうたいけいかいへん）とは、2004年7月1日にソウル特別市が実施したバス運行体系の抜本的な改編のことを言う。

## 概要

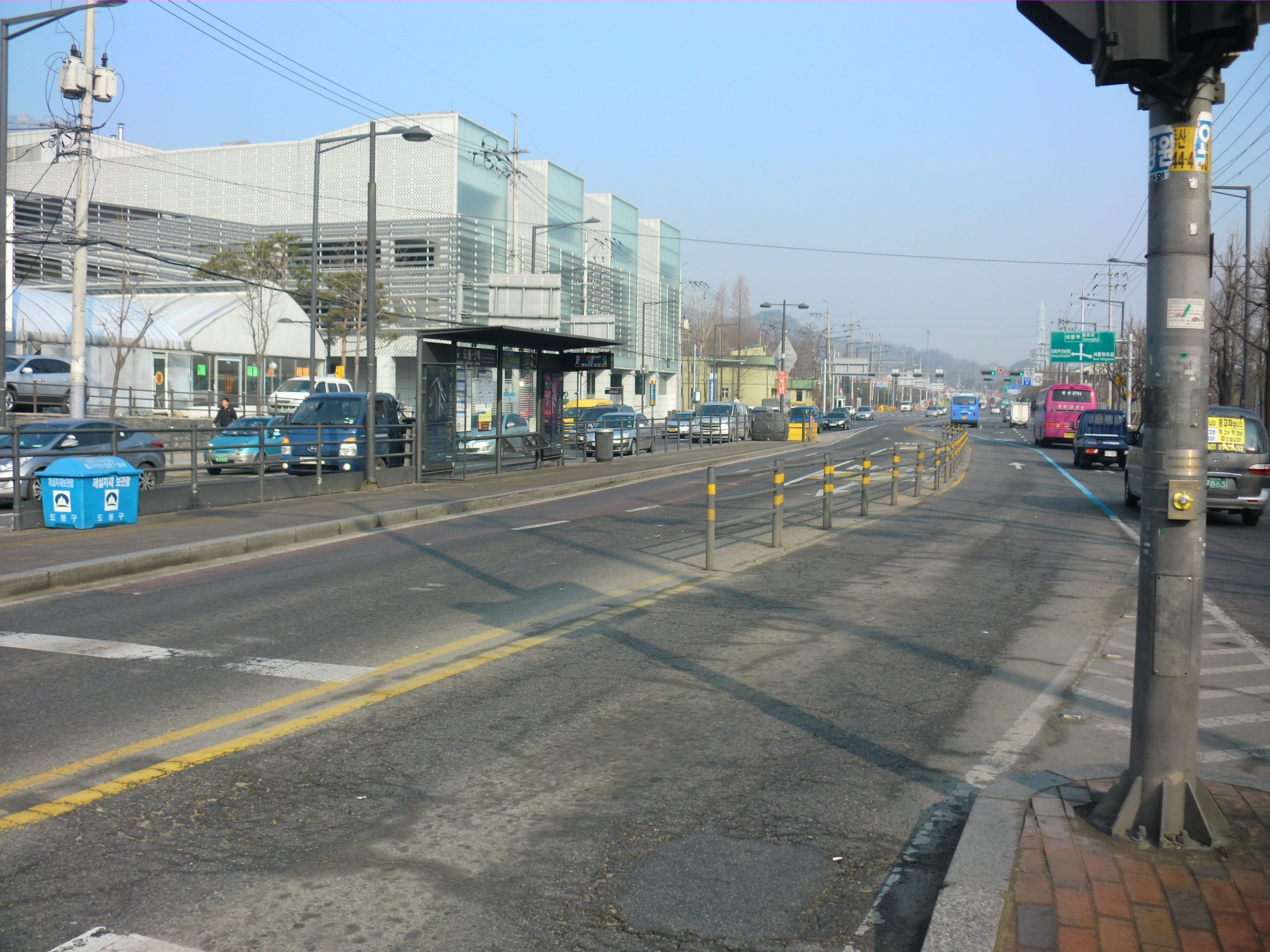
中央バスレーン区間の停留所

改編以前のソウル市内のバス運行体系は、一般バス・座席バス・マウルバス（コミュニティバス）の3体系であった。バス運行体系を利用者にわかりやすいものとすることで、自家用車からの通勤利用等の転移を促進し、また観光客等にもバスを利用しやすくするという目的から大規模な改編が行われ、2004年7月1日以降は機能別に赤（RED、広域）・青（BLUE、幹線）・緑（GREEN、支線、マウル）・黄（YELLOW、循環）の4体系に再編された。路線番号体系はソウル市を8つの地域に分けて時計回りに0から7まで8つの番号を定めた。終点の区域番号がAで、起点の区域番号がBだとすると青色の場合ABX、緑色（支線）の場合ABXXとなる。黄色の場合は循環する区域番号CにしたがってCX、赤色の場合は起点の区域番号の前に9を付け9DXXとする。
運行体系の改編と合わせて、都心部での運行円滑化のためバス専用中央車路線が導入された。また、Tマネーを使用して地下鉄と乗り継ぐ際は通しで計算するようになった（ただし、広域バスからの乗り換え、京畿道のバス、仁川広域市のバスからの乗り換え時には適用されない）。